# Бурабия, Мехди
Мехди Бурабия (фр. Mehdi Bourabia; родился 7 августа 1991, Дижон, Франция) — марокканский футболист, полузащитник итальянского клуба «Специя» и сборной Марокко.

## Клубная карьера
Мехди Бурабия родился во французском Дижоне. Он дебютировал на профессиональном уровне, выйдя на поле за «Гренобль» 7 ноября 2009 года в матче французской Лиги 1 против «Монако».
В июне 2015 года Бурабия подписал двухлетний контракт с болгарским клубом «Черно море» из Варны. 12 августа марокканец забил за него единственный и победный гол в матче Суперкубка Болгарии, в ворота «Лудогореца».
11 января 2016 года Мехди Бурабия подписал с софийским «Левски» трёхлетнее соглашение. 22 июня 2017 года права на него были приобретены турецким клубом «Коньяспор» за 500 000 евро.
17 июля 2018 года марокканец подписал с клубом итальянской Серии А «Сассуоло» контракт, обошедшийся итальянцам в 2 миллиона евро.

## Карьера в сборной
Мехди Бурабия родился во Франции и имеет марокканское происхождение. Он дебютировал за сборную Марокко в отборочном турнире Кубка африканских наций, в победном матче над Коморскими островами 14 августа 2018 года.

## Достижения
Черно море 
- Обладатель Суперкубка Болгарии: 2015

Коньяспор
- Обладатель Суперкубка Турции: 2017